# 史繩祖
史繩祖（1192年—1274年11月3日），字慶長，眉山人，南宋学者。

## 生平
生於紹熙二年（1192年），宋理宗淳佑年間人。篤志強學，曾師從魏了翁。官至朝請大夫，直煥章閣，主管成都府玉局觀。卒於咸淳十年（1274年）十月丙午。